# Erling Knudtzon
Erling Knudtzon (Oslo, 15 de diciembre de 1988) es un futbolista noruego que juega de centrocampista en el Lillestrøm SK de la Eliteserien.

## Selección nacional
Knudtzon fue internacional sub-19, sub-21 y sub-23 con la selección de fútbol de Noruega.

## Clubes
| Club          | País    | Año       |
| ------------- | ------- | --------- |
| Ullern IF     | Noruega | 2004-2006 |
| FC Lyn Oslo   | Noruega | 2007-2010 |
| Lillestrøm SK | Noruega | 2010-2018 |
| Molde FK      | Noruega | 2019-2023 |
| Lillestrøm SK | Noruega | 2024-     |

## Palmarés

### Títulos nacionales
| Título          | Club          | País    | Año  |
| --------------- | ------------- | ------- | ---- |
| Copa de Noruega | Lillestrøm SK | Noruega | 2017 |
| Eliteserien     | Molde FK      | Noruega | 2019 |
| Copa de Noruega | Molde FK      | Noruega | 2021 |
| Eliteserien     | Molde FK      | Noruega | 2022 |